# Sorex maritimensis
{{#ifeq:0|0|{{#if:|{{#if:Sorexmaritimensis|[[]}}|}}}}
Sorex maritimensis (мідиця приморська) — вид роду мідиць (Sorex) родини мідицевих (Soricidae).

## Таксономічні примітки
Sorex maritimensis раніше був включений до виду Sorex arcticus і був визнаний як окремий вид Stewart et al. (2002), Baker et al. (2003), and Hutterer (in Wilson and Reeder 2005).

## Поширення
Цей вид живе в Новій Шотландії і Нью-Брансвік, Канада. Найбільш часто зустрічається в траво-осокових болотах, заливних луках, та інші вологих місцях в і прилеглих до бореальних лісів.

## Загрози та охорона
Вид є рідким і фрагментованим. Його місця існування є вразливими до змін, які можуть виникнути в результаті глобального потепління, а також схильні до повеней. Ареал цього виду включає в себе кілька природоохоронних територій.